# Gleichener See
Der Gleichener See (auch als Neuer Gleichener See bezeichnet) ist ein 1,4 ha großer Stausee in Baden-Württemberg (Deutschland), ca. 5,6 km südöstlich von Pfedelbach im Mainhardter Wald.

## Geographie
Der Gleichener See liegt am Rande des Naturparks Schwäbisch-Fränkischer Wald und befindet sich auf der Gemarkung der Gemeinde Pfedelbach im Hohenlohekreis auf 422 m ü. NN. Der Gleichener See zeigt alle natürlichen Verlandungsgürtel vom offenen Wasser über die Röhrichtbestände, Groß- und Kleinseggenwiesen bis zu Anfangsstadien der Hochmoorbildung. In ihm befinden sich drei kleine Inseln. Das Wasser ist höchstens 2 m tief, die Dammlänge beträgt circa 210 m und die Wasserfläche nimmt etwa 13.000 m² ein. Seinen Namen hat er nach der Ortschaft Gleichen. Der Volkersbach entspringt dem Gleichener See.

## Geschichte
Im 18. Jahrhundert kaufte Hohenlohe-Pfedelbach bzw. Hohenlohe-Bartenstein in Gleichen bäuerlichen Eigenbesitz zur Anlage eines Tiergartens und eines neu anzulegenden Sees auf. Im Jahre 2003 wurde der See abgelassen und entschlammt. Der See liegt im Mainhardter Wald und ist seit 2004 ein FFH-Gebiet der Europäischen Union. Durch den Gleichener See verläuft die Trasse des Obergermanisch-Raetische Limes, der seit 2005 auf der Welterbeliste der UNESCO steht. Digitale Geländemodelle, die auf Basis von im Jahr 2009 bei Lidar-Messflügen erhobenen Daten erzeugt wurden, zeigen im Bodenrelief in der Nähe des Gleichener Sees zwei Bauwerke, es könnten dem Grundriss nach römische Kleinkastelle sein.

### Alter Gleichener See
Ein sogenannter Alter Gleichener See liegt in Obergleichen und ist heute nur noch ein Tümpel. Am Alten Gleichener See gab es 96 Besitzanteile. Die Gemeinde Pfedelbach hat in den letzten Jahren alle Anteile erworben. Im Jahr 2014 wurde der Alt Gleichener See durch die Gemeinde Pfedelbach renaturiert.

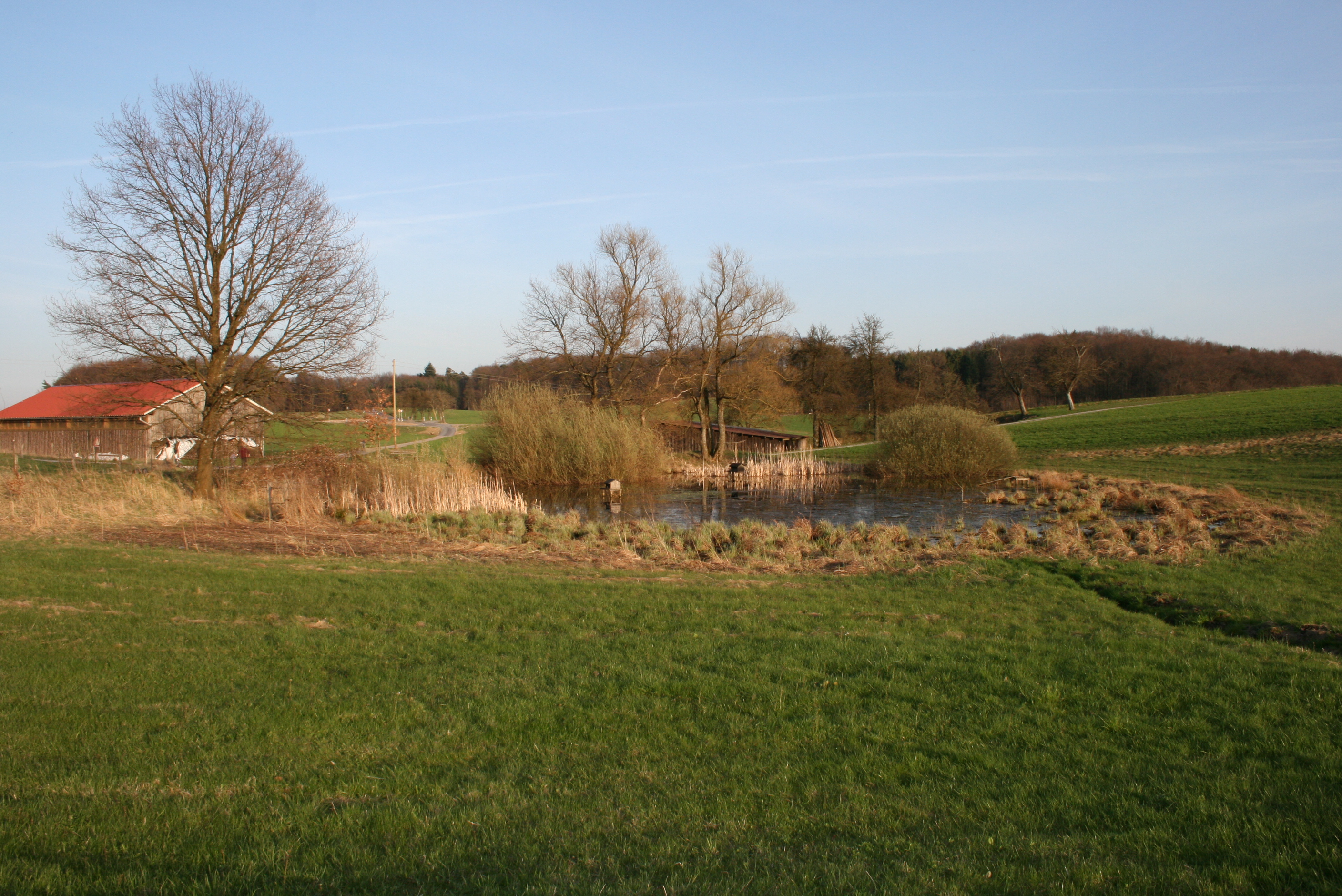
Der alte Gleichener See in Obergleichen
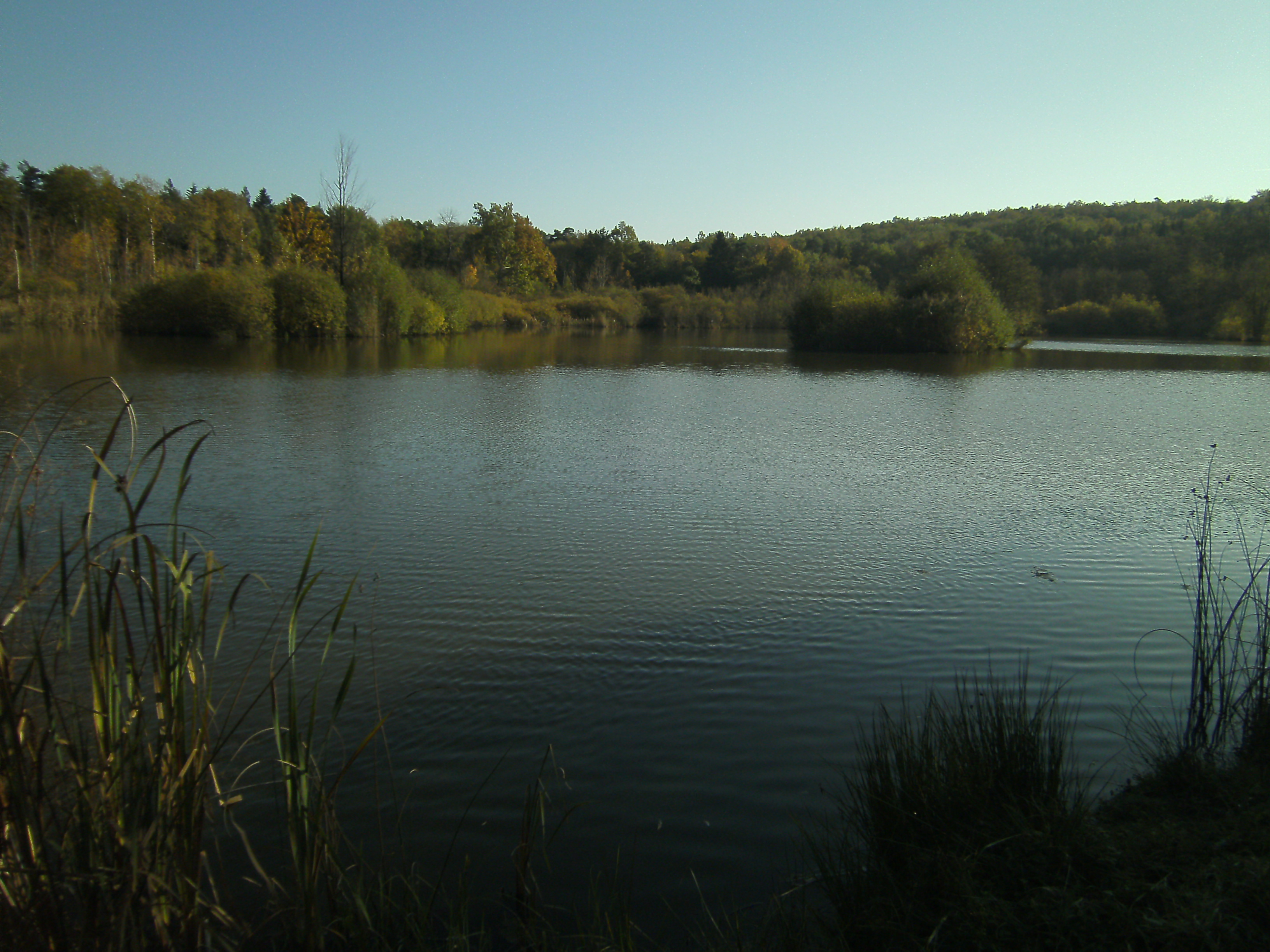
Der neue Gleichener See
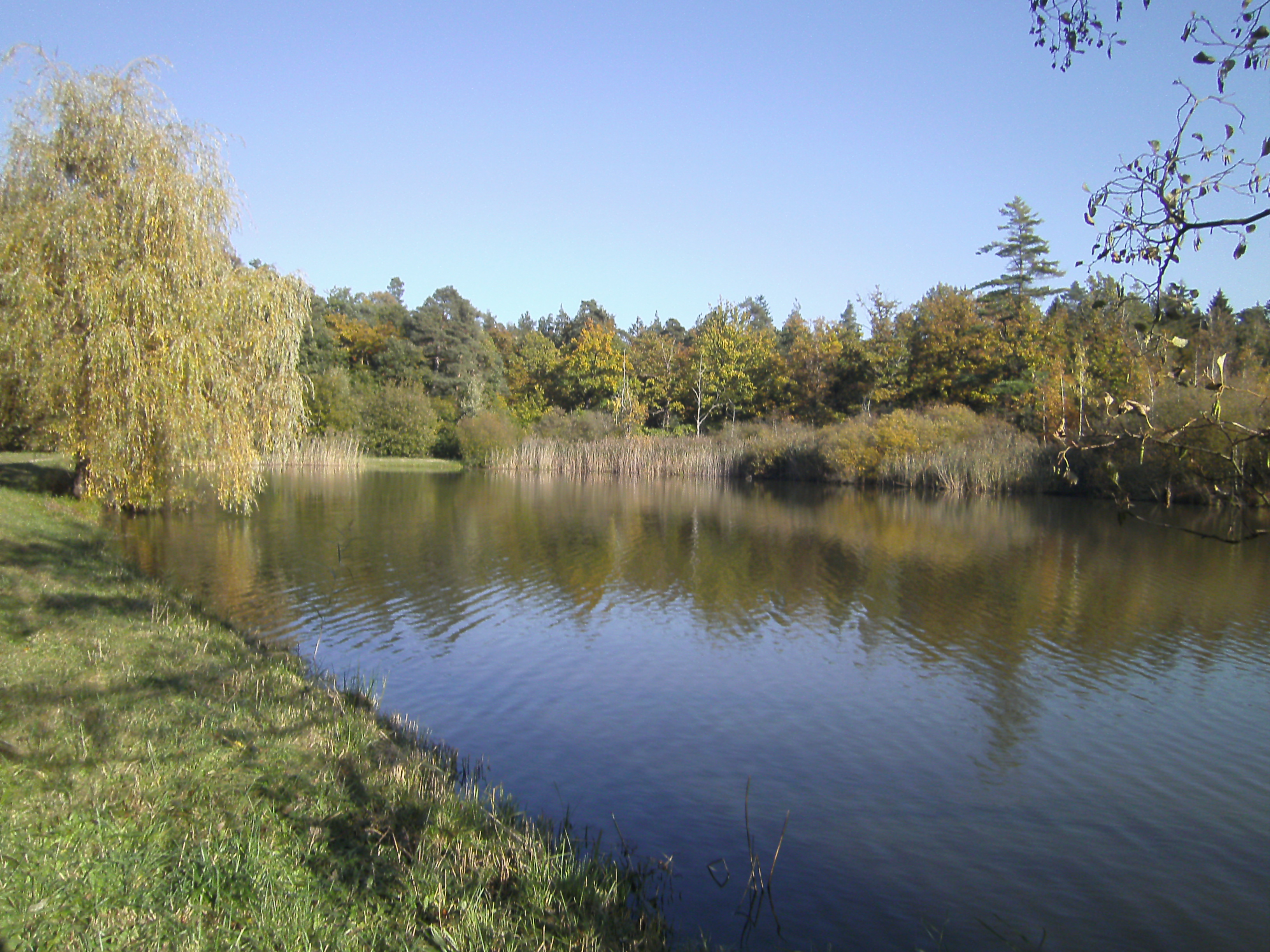
Der neue Gleichener See
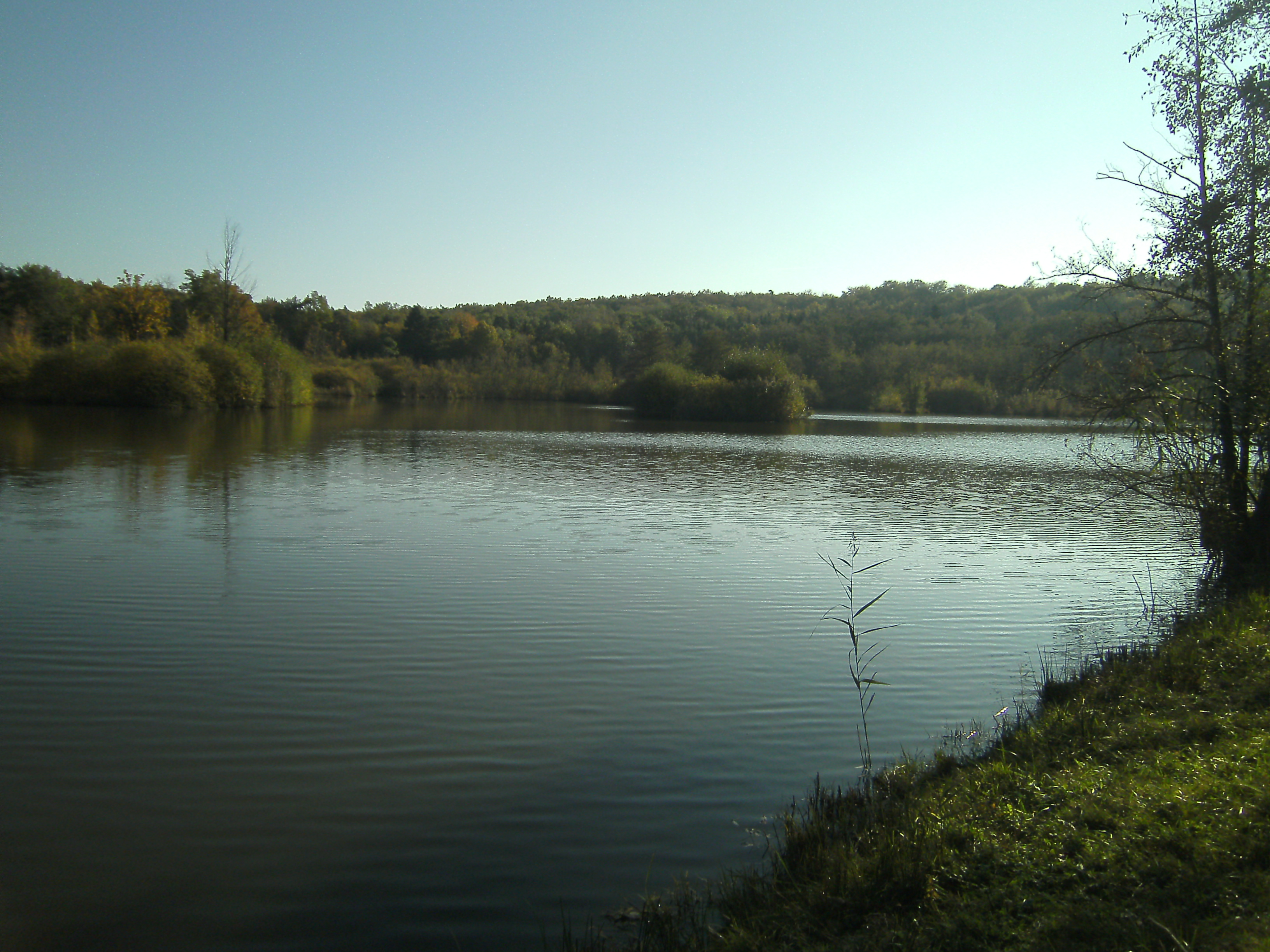
Der neue Gleichener See